# Амстердамський театр маріонеток
Амстердамський театр маріонеток (нід. Amsterdams marionetten theater) — оригінальний ляльковий, власне маріонетковий театр у столиці Нідерландів місті Амстердамі, що спеціалізується на опері, яку «грають» маріонетки. 

## Загальні дані і будівля театру
Амстердамський маріонетковий театр міститься у прилаштованій історичній будівлі ХХ століття, і розташований у середмісті Амстердама, біля Нового ринку (нід. Nieuwmarkt), на відстані пішого ходу від площі Дам і Центрального вокзалуза адресою:
Nieuwe Jonkerstraat 8, 1011CM, м. Амстердам (Нідерланди).
Перша будівля на місці сучасної була зведена в 1930 році, її реконструкції тривали до початку 1960-х років. Це був типовий приклад малої будівлі з бетону, цегли, заліза і скла. У 1969 році буднок знову піддався реконструкції для розташування там штаб-квартири АТ Nieuwmarkt. 20 років по тому з відповідним прилаштуванням і обладнанням будівлю передали для Амстердамського театру маріонеток. 
Театр працює (дає вистави) по неділях з 12.30 до 17.00. Можливим є комбінування перегляду вистави (за попереднього бронювання для групи осіб) із організацією вечері.

## З історії театру
Засновником Амстердамського театру маріонеток є Гендрік Боньор (Hendrik Bonneur), який будучи дитиною, бачив у Голландії Зальцбурзький театр маріонеток (Salzburger Marionettentheater), заснований Антоном Айхером (Anton Aicher), що по праву вважається одним із перших і найвідоміших у Європі (і світі). Маріонетки зачарували малого Гендріка, і вже у 15-річному віці його запросила родина Айхерів залишитися в їньому театрі в Зальцбурзі для навчання на спеціальному семінарі, на якому Боньор по-справжньому познайомитися з мистецтвом вистав з маріонетками.
Тридцять років потому, після кар'єри клінічного психолога і оперного режисера Гендрік Боньор заснував свій власний ляльковий театр в Амстердамі — це сталося 1985 року.
Театр маріонеток в Амстердамі є чітко концептуальним, має власну художню основу. Ляльковий театр Боньора це не «мініатюрна опера», де оперу «виконують» ляльки, що є популярним у деяких містах Європи (наприклад, у Празі), і, звісно, не традиційний ляльковий театр, у Амстердамі це фактично сплав цих 2 видів лялькового театру, специфічна форма музичного театру. Ключовим для театру маріонеток Амстердама є наївність. Маріонетка лишається маріонеткою, а не персонажем, вона наче відіграє роль, задану лялькарем, водночас це надає широкі можливості для уяви аудиторії.

## Репертуар і ляльки
Амстердамський театр маріонеток не виконує великих, добре відомих опер, а вибирає ті твори, які мають поетичну близькість з ляльковим театром. Тому це переважно ідилічні пасторалі і життєрадісні комедії.
У чинній афіші амстердамських лялькарів:
опери Моцарта:
- Die Zauberflöte («Чарівна флейта»);
- Der Schauspieldirektor («Директор театру»);
- Bastien & Bastienne («Бастьєн і Бастєнна»);

музичний театр:
- The amazing journey of Doctor Faust («Дивовижні пригоди доктора Фауста», музика різних композиторів);
- Opera-comique («Комічна опера») Оффенбаха;
- The Castle in the Air (Le 66 / Die Savoyardenkinder).

У театрі понад 100 маріонетоки заввишки до 1 м, зроблені з глини, у костюмах з шовку та оксамиту. Наявні також історичні ляльки і костюми.

## Виноски
1. ↑  Амстердамський театр маріонеток на www.hotels.nl [Архівовано 30 грудня 2010 у Wayback Machine.] (англ.)
2. ↑  Амстердамський театр маріонеток[недоступне посилання з червня 2019] на (Амстердамське) бюро пам'яток і археології [Архівовано 9 серпня 2007 у Wayback Machine.] (нід.)
3. ↑  Інфо на www.xs4all.nl[недоступне посилання з червня 2019] (англ.)
4. ↑  Репертуар на www.xs4all.nl[недоступне посилання з червня 2019]